# Entoloma acuminatum
Entoloma acuminatum är en svampart som beskrevs av E. Horak 1980. Entoloma acuminatum ingår i släktet Entoloma och familjen Entolomataceae.   Inga underarter finns listade i Catalogue of Life.